# کرونو کراس
کرونو کراس (به ژاپنی: クロノ・クロス، لاتین شده: Kurono Kurosu) یک بازی ویدئویی در سبک نقش آفرینی است که در ۱۸ نوامبر ۱۹۹۹ در ژاپن و در ۱۵ اوت ۲۰۰۰ در آمریکای شمالی توسط شرکت اسکوئر (اکنون اسکوئر انیکس) برای کنسول پلی‌استیشن و در ۶ ژوئیه ۲۰۱۱ برای شبکه پلی‌استیشن عرضه شد. این بازی دنباله‌ای برای بازی کرونو تریگر است که در ۱۹۹۵ میلادی برای سوپر نینتندو عرضه شده بود. محور اصلی داستان بازی سرگذشت پسر نوجوانی با نام «سرژ» است که در مجموعه جزایری با نام «ال نیدو» (El Nido) زندگی می‌کند و به طور اتفاقی به یک بعد دیگر می‌رود.
کونو کراس هنگام اولین توزیع در ژاپن و آمریکای شمالی، امتیازهای بالایی گرفت و تحسین بسیاری را برانگیخت. سایت گیم‌اسپات به آن امتیاز کامل ۱۰ داد. در حدود ۱٫۵ میلیون نسخه از این بازی در سراسر جهان فروخته شد.

## بازتاب‌ها
این بازی در میان منتقدین بسیار محبوب بوده و هریک از آنها امتیازهای بالایی به این بازی داده‌اند. وبسایت‌های تخصصی همچون آی‌جی‌ان و گیم‌اسپات نمرهٔ ۹٫۷ و ۱۰ به این بازی داده‌اند و گیم‌اسپات از این بازی به عنوان نمونه‌ای از یک بازی نقش‌آفرینی خیره‌کننده یاد می‌کند.
| سایت                      | تاریخ    | رتبه      |
| Cheat Code Central        | 08/12/05 | ۵ از ۵    |
| آی‌جی‌ان                    | 08/15/00 | ۹٫۷ از ۱۰ |
| HonestGamers              | 03/11/03 | ۹ از ۱۰   |
| Gamers Europe             | 08/08/02 | ۹ از ۱۰   |
| RPGamer                   | 11/10/04 | ۹ از ۱۰   |
| Thunderbolt               | 09/13/04 | ۸ از ۱۰   |
| Electric Playground       | 04/19/04 | ۸ از ۱۰   |
| Electronic Gaming Monthly | 06/19/03 | ۹٫۸ از ۱۰ |
| گیم‌اسپات                  | 01/06/00 | ۱۰ از ۱۰  |
| Mad Gamers                | 11/08/01 | ۹٫۵ از ۱۰ |